# Tour de Pologne 1957
14. edycja wyścigu kolarskiego Tour de Pologne odbyła się w dniach 20 sierpnia – 1 września 1957. Rywalizację rozpoczęło 114 kolarzy, a ukończyło tylko 46 (w tym dwóch poza konkursem). Łączna długość wyścigu – 1968 km.
Pierwsze miejsce w klasyfikacji generalnej zajął Henryk Kowalski (Lechia Gdańsk), drugie Wacław Wrzesiński (Federacja Kolejarz), a trzecie Ivan Levacić (Jugosławia).
Na starcie stanęła rekordowa liczba zawodników, jednak z zapowiadanych ekip zagranicznych wystartowali jedynie Austriacy i Jugosłowianie, a Anglicy startowali poza konkursem.  Przyjęty z entuzjazmem wśród kolarzy po raz pierwszy w wyścigu zapis w regulaminie mówił, że kolarzom wolno w wypadku uszkodzenia roweru lub przebicia gumy korzystać z wozu technicznego, osób postronnych lub współzawodników – do zmiany roweru włącznie! Było to historyczne wydarzenie, bowiem w rywalizacji wyścigowej zmniejszało do minimum rolę tzw. pecha. Po raz pierwszy w TdP zastosowano również fotokomórkę. Fotofinisz potrzebny był w Toruniu, bowiem Chwiendacz i Łasak minęli linie mety jednocześnie. Na następnym etapie, również zastosowano fotokomórkę, która pozwoliła ustalić, że zwycięzcą etapu został po raz pierwszy w historii wyścigu kolarz LZS Władysław Rudawski, który o "błysk szprychy" pokonał Trochanowskiego. Wielkiego pecha miał lider przez większą część wyścigu Stanisław Kamiński, który stracił zwycięstwo na ostatnim etapie. Na przedmieściach Warszawy miał defekt, błyskawicznie zmienił rower, jednak to nie wystarczyło, aby dopaść czołówkę kolarzy, która zwietrzyła szansę i zdecydowanie podkręciła tempo. Na przeszkodzie stanął też Kamińskiemu przeciwny wiatr. Prawdziwą sensacja była druga lokata weterana szos, Wacława Wrzesińskiego. Sędzią głównym wyścigu był Stanisław Cieślak.

## Etapy
| Etap      | Data        | Start – meta           | Długość (km) | Zwycięzca etapu        | Lider               |
| I etap    | 20 sierpnia | Warszawa – Toruń       | 120          | Grzegorz Chwiendacz    | Grzegorz Chwiendacz |
| II etap   | 21 sierpnia | Toruń – Wałcz          | 168          | Władysław Rudawski     | Dominik Jurek       |
| III etap  | 22 sierpnia | Wałcz – Szczecin       | 164          | Zbigniew Głowaty       | Jerzy Jankowski     |
| IV etap   | 23 sierpnia | Szczecin – Poznań      | 236          | Stanisław Osiak        | Wacław Wrzesiński   |
| V etap    | 25 sierpnia | Poznań – Kalisz        | 148          | Janusz Paradowski      | Stanisław Kamiński  |
| VI etap   | 26 sierpnia | Kalisz – Opole         | 190          | Aleksander Królikowski | Stanisław Kamiński  |
| VII etap  | 27 sierpnia | Opole – Bielsko-Biała  | 172          | Adam Wiśniewski        | Stanisław Kamiński  |
| VIII etap | 29 sierpnia | Bielsko-Biała – Tarnów | 208          | Jerzy Jankowski        | Stanisław Kamiński  |
| IX etap   | 30 sierpnia | Tarnów – Radom         | 202          | Janusz Paradowski      | Stanisław Kamiński  |
| X etap    | 31 sierpnia | Radom – Lublin         | 110          | Adam Wiśniewski        | Stanisław Kamiński  |
| XI etap   | 1 września  | Lublin – Warszawa      | 160          | Aleksander Królikowski | Henryk Kowalski     |

## Końcowa klasyfikacja generalna

### Klasyfikacja indywidualna
| Poz. | Zawodnik            | Kraj       | Zespół             | Czas (średnia km/h)       |
| ---- | ------------------- | ---------- | ------------------ | ------------------------- |
| 1.   | Henryk Kowalski     | Polska     | Lechia Gdańsk      | 53h 11' 50" (36,994 km/h) |
| 2.   | Wacław Wrzesiński   | Polska     | Federacja Kolejarz | +02' 16"                  |
| 3.   | Ivan Levacić        | Jugosławia | Jugosławia         | +02' 36"                  |
| 4.   | Jerzy Jankowski     | Polska     | Federacja Gwardia  | +03' 20"                  |
| 5.   | Stanisław Osiak     | Polska     | Start Lublin       | +05' 41"                  |
| 6.   | Stanisław Kamiński  | Polska     | Federacja Gwardia  | +05' 57"                  |
| 7.   | Tadeusz Waliszewski | Polska     | Legia Warszawa     | +06' 26"                  |
| 8.   | Jerzy Pancek        | Polska     | Flota Gdynia       | +08' 36"                  |
| 9.   | Grzegorz Chwiendacz | Polska     | Górnik Mysłowice   | +09' 40"                  |
| 10.  | Eligiusz Grabowski  | Polska     | Federacja Gwardia  | +17' 09"                  |

### Klasyfikacja drużynowa
| 1. | Federacja Gwardia  | 160h 0' 56" |
| 2. | Legia Warszawa     | +24' 38"    |
| 3. | Federacja Wojskowa | 3h +06' 55" |
| 4. | Górnik Mysłowice   | +4h 01' 21" |
| 5. | Rada Główna LZS    | +5h 33' 48" |